# Topsfield (Maine)
Topsfield ist eine Town im Washington County des Bundesstaates Maine in den Vereinigten Staaten. Im Jahr 2020 lebten dort 179 Einwohner in 176 Haushalten (in den Vereinigten Staaten werden auch Ferienwohnungen als Haushalte gezählt) auf einer Fläche von 143,28 km².

## Geographie
Nach dem United States Census Bureau hat Topsfield eine Gesamtfläche von 143,28 km², von der 129,73 km² Land sind und 13,55 km² aus Gewässern bestehen.

### Geographische Lage
Topsfield liegt im Norden des Washington Countys. Im Norden grenzt als größter See der Baskahegan Lake an und im Süden befinden sich der East Musquash Lake und der Farrow Lake. Der East Branch of Big Musquash Stream ist der Abfluss des East Musquash Lake, er fließt in südliche Richtung. Die Oberfläche ist eher eben, die höchste Erhebung ist der 364 m hohe Musquash Mountain.

### Nachbargemeinden
Alle Entfernungen sind als Luftlinien zwischen den offiziellen Koordinaten der Orte aus der Volkszählung 2010 angegeben.
- Norden und Westen: North Washington, Unorganized Territory, 31,3 km, mit Brookton
- Osten: Codyville, Unorganized Territory, 7,0 km
- Südosten: Waite, 17,8 km
- Süden: Talmadge, 11,7 km

### Stadtgliederung
In Topsfield gibt nur Topsfield als Siedlungsgebiet. Die Siedlung konzentriert sich auf der Kreuzung des U.S. Highway 1 mit der Maine State Route 6.

### Klima
Die mittlere Durchschnittstemperatur in Topsfield liegt zwischen −9,4 °C (15 °F) im Januar und 20,6 °C (69 °F) im Juli. Damit ist der Ort gegenüber dem langjährigen Mittel der USA um etwa 9 Grad kühler. Die Schneefälle zwischen Oktober und Mai liegen mit bis zu zweieinhalb Metern mehr als doppelt so hoch wie die mittlere Schneehöhe in den USA; die tägliche Sonnenscheindauer liegt am unteren Rand des Wertespektrums der USA.

## Geschichte
Das Gebiet wurde zunächst unter der Bezeichnung Township No. 8, Second Range North of Bingham's Penobscot Purchase (T8 R2 NBPP) vermessen. Topsfield wurde 1832 von Nemeniah Kneeland besiedelt, der von Topsfield, Massachusetts übersiedelte und dementsprechend der Stadt ihren Namen gab. Die Town Topsfield wurde am 24. Februar 1838 organisiert. Die Organisation als Town endete 1939, als eine Folge der Great Depression. Als Topsfield Plantation bestand von 1940 bis 1941 eine Eintragung, doch bereits am 12. September 1959 wurde Topsfield erneut als Town organisiert.

### Einwohnerentwicklung
| Volkszählungsergebnisse – Town of Topsfield, Maine | Volkszählungsergebnisse – Town of Topsfield, Maine | Volkszählungsergebnisse – Town of Topsfield, Maine | Volkszählungsergebnisse – Town of Topsfield, Maine | Volkszählungsergebnisse – Town of Topsfield, Maine | Volkszählungsergebnisse – Town of Topsfield, Maine | Volkszählungsergebnisse – Town of Topsfield, Maine | Volkszählungsergebnisse – Town of Topsfield, Maine | Volkszählungsergebnisse – Town of Topsfield, Maine | Volkszählungsergebnisse – Town of Topsfield, Maine | Volkszählungsergebnisse – Town of Topsfield, Maine |
| Jahr                                               | 1800                                               | 1810                                               | 1820                                               | 1830                                               | 1840                                               | 1850                                               | 1860                                               | 1870                                               | 1880                                               | 1890                                               |
| -------------------------------------------------- | -------------------------------------------------- | -------------------------------------------------- | -------------------------------------------------- | -------------------------------------------------- | -------------------------------------------------- | -------------------------------------------------- | -------------------------------------------------- | -------------------------------------------------- | -------------------------------------------------- | -------------------------------------------------- |
| Einwohner                                          |                                                    |                                                    |                                                    |                                                    | 188                                                | 268                                                | 444                                                | 463                                                | 440                                                | 375                                                |
| Jahr                                               | 1900                                               | 1910                                               | 1920                                               | 1930                                               | 1940                                               | 1950                                               | 1960                                               | 1970                                               | 1980                                               | 1990                                               |
| Einwohner                                          | 282                                                | 259                                                | 272                                                | 224                                                | 221                                                | 231                                                |                                                    | 177                                                | 240                                                | 235                                                |
| Jahr                                               | 2000                                               | 2010                                               | 2020                                               | 2030                                               | 2040                                               | 2050                                               | 2060                                               | 2070                                               | 2080                                               | 2090                                               |
| Einwohner                                          | 225                                                | 237                                                | 179                                                |                                                    |                                                    |                                                    |                                                    |                                                    |                                                    |                                                    |

Den Höchststand an Einwohnern erreichte Topsfield 1870 mit 463 Einwohnern. Seitdem ist die Einwohnerzahl auf etwa 237 bei der letzten Einwohnerzählung im Rahmen des US Census 2010 zurückgegangen. Im 20. Jahrhundert blieb die Einwohnerzahl etwa konstant im Zweihunderter-Raum.

## Wirtschaft und Infrastruktur

### Verkehr
Der U.S. Highway 1 verläuft in nordsüdlicher Richtung durch die Town. Er wird von der Maine Street 6 gekreuzt, die in westöstlicher Richtung verläuft. Durch den Highway1 ist Topsfield mit Calais im Süden verbunden.

### Öffentliche Einrichtungen
Es gibt keine medizinische Einrichtung in Topsfield. Die nächstgelegenen befinden sich in Calais.
Topsfield besitzt keine eigene Bücherei. Die nächstgelegene befindet sich in Princeton.

### Bildung
In Topfsfield befindet sich die East Range II CSD School. Sie bietet Klassen vom Kindergarten bis zum 8. Schuljahr.